# Belippo nexilis
Belippo nexilis är en spindelart som först beskrevs av Simon 1909 [1910.  Belippo nexilis ingår i släktet Belippo och familjen hoppspindlar. Inga underarter finns listade.